# ペーチの初期キリスト教墓所

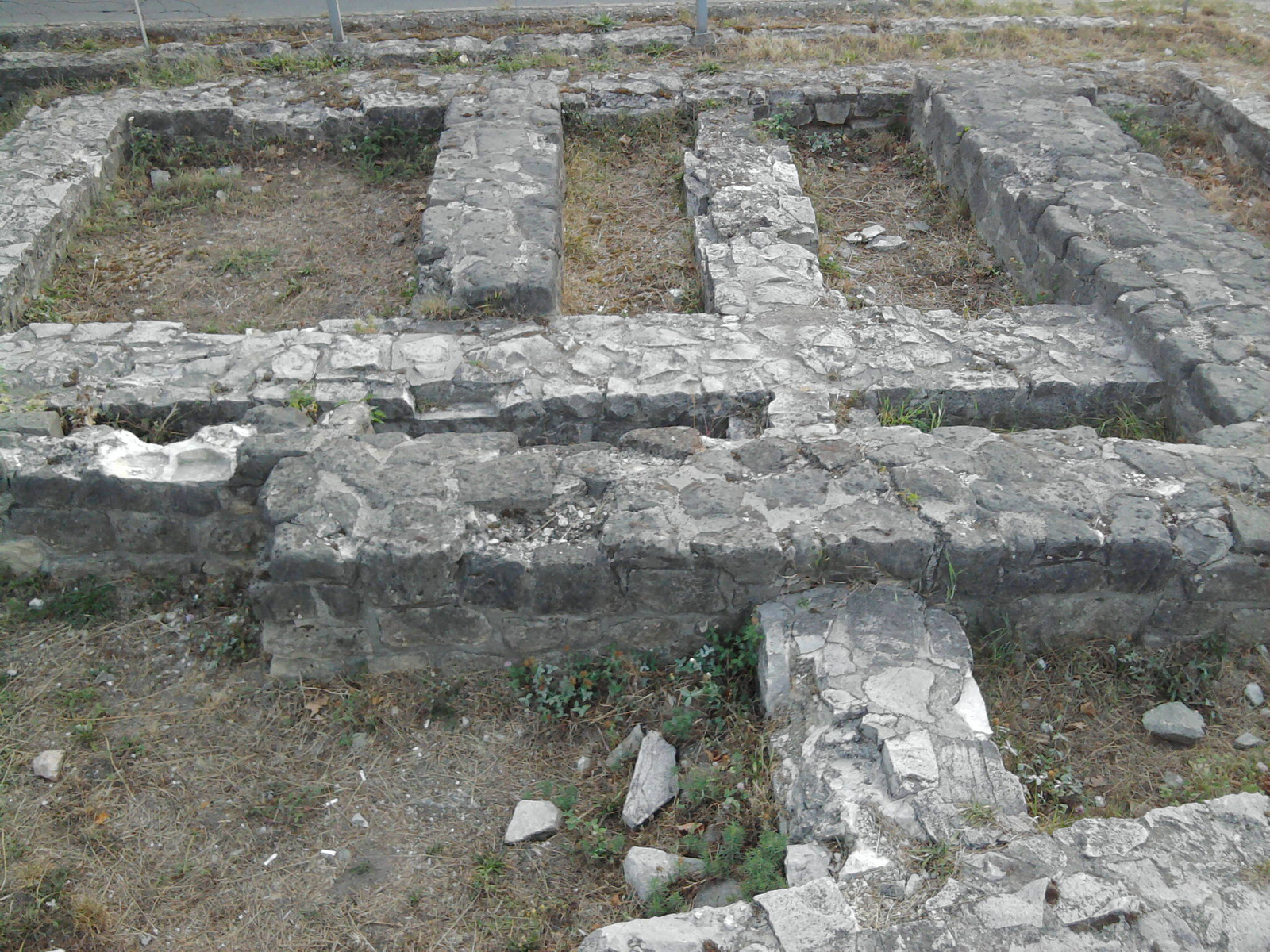
ケラ・トリコラの遺跡

ペーチの初期キリスト教墓所（ペーチのしょきキリストきょうぼしょ）は、かつてローマ帝国の属州パンノニアの都市ソピアナエ（ソピアネ、現ハンガリーのペーチ）に築かれたネクロポリスである。その遺跡は18世紀以降に発見され、現在UNESCOの世界遺産リストに登録されている。4世紀に建造されたこの墓所は、キリスト教の公認の後もカタコンベでの埋葬が行われていたことを示す例であるとともに、描かれていた壁画の芸術性なども評価されている。

## 歴史
ソピアナエは入植者たちによって2世紀に建造された都市で、交易や軍事上の要衝に当たっていたことから4世紀には大いに繁栄していた。世界遺産に登録されている墓所がソピアナエの北側に作られたのもその頃からのことで、8世紀までに多くのキリスト教徒たちが葬られた。その墓所の存在は、ハンガリー王国の初代国王イシュトヴァーン1世が国内に10の司教区を置いた際に、そのひとつをこの町に置いたことにも影響したと考えられている。
ペーチと名前を変えたこの町で、墓所の遺跡が発見されたのは18世紀初頭のことである。
その後、20世紀まで断続的な発掘で様々な遺跡が見つかった。

## 構成資産
構成資産は以下の16箇所の墓地遺跡である。カタコンベの地上部分には礼拝堂なども築かれていたため、以下の構成資産には地下構造物でないものも含まれている。
- 埋葬室1 - 9 (Burial Chamber I - IX)
- ケラ・トリコラ (The Cella Trichora)
- ケラ・セプティコラ (The Cella Septichora)
- 初期キリスト教徒の霊廟 (The Early Christian Mausoleum)
- 初期キリスト教徒の墓地礼拝堂 (The Early Christian Burial Chapel)
- 対になった壁画墳墓 (The Painted Twin Grave)
- 壁画のない埋葬室 (Unpainted burial chamber)
- 共同体埋葬室 (Communal burial chamber)

ことに1872年に発見された埋葬室1は、西側の壁面にペトロとパウロが描かれていることから、「ペトロ＝パウロ」というあだ名で呼ばれている。この埋葬室には、ほかにも聖書を題材にしてアダムとイヴ、ヨナ、マリアと幼子イエスなどを描いた壁画があり、その芸術性への評価が高い。

## 登録経緯
1997年に最初に推薦されたが、そのときはハンガリー当局によって審議前に取り下げられた。改めて1999年7月に推薦され、翌年8月に推薦書の改訂が行われた。そのときの英語の推薦名は「ペーチ（ソピアナエ）の初期キリスト教墓地の16建造物群」(The Complex of 16 Buildings of the Pécs (Sopianae) Early Christian Cemetery)、フランス語名は「ペーチにあるソピアナエの初期キリスト教墓地」(Cimetière paléochrétien de Sopianae, Pécs) であった。それに対して、世界遺産委員会の諮問機関である国際記念物遺跡会議 (ICOMOS) は、英語登録名に関してはより簡略化することを検討すべきとしたが、「登録」を勧告した。
2000年の第24回世界遺産委員会で正式に登録されたが、英語登録名はICOMOSの勧告が反映された。そこで、登録時点の正式名はPécs (Sopianae) Early Christian Cemetery （英語）、Cimetière paléochrétien de Pécs (Sopianae)（フランス語）となった。当初の名称に関する日本語訳としては
- ペーチ市にある初期キリスト教霊園 - 日本ユネスコ協会連盟[11]

があった。
2003年の第27回世界遺産委員会で名称をEarly Christian Necropolis of Pécs (Sopianae)（英語）、Nécropole paléochrétienne de Pécs (Sopianae)（フランス語）とすることが認められ、現在の名称になった。
その日本語訳は資料によって以下のように若干の違いがある。
- ペーチ（ソピアネ）にある初期キリスト教墓地遺跡 - 日本ユネスコ協会連盟[12]
  - 日本ユネスコ協会連盟の当初の訳は「ペーチ市にある初期キリスト教墓地遺跡（ソピアネ）」[13]だった。
- ペーチの初期キリスト教墓所 - 世界遺産アカデミー[1]
- ペーチュ（ソピアナエ）の初期キリスト教徒の墓地 - 古田陽久・古田真美[14]
- ペーチの初期キリスト教墓地 - 青柳正規[2]

## 登録基準
この世界遺産は世界遺産登録基準のうち、以下の条件を満たし、登録された（以下の基準は世界遺産センター公表の登録基準からの翻訳、引用である）。
- (3) 現存するまたは消滅した文化的伝統または文明の、唯一のまたは少なくとも稀な証拠。
  - 世界遺産委員会の決議では、この基準の適用理由について「ソピアナエの墓所の埋葬室や祈念堂は、ローマ帝国後期のキリスト教徒共同体の力と信仰の顕著な例証を備えている」[9]と説明していた。

- (4) 人類の歴史上重要な時代を例証する建築様式、建築物群、技術の集積または景観の優れた例。
  - 世界遺産委員会はこちらの基準について、「ペーチにあるソピアナエの墓所によって、北西ローマ属州における独特の初期キリスト教葬礼美術・建築が、例外的に良く、かつ完全に明らかにされた」[9]と説明した。